# Encholirium
Genre
Classification phylogénétique
Encholirium est un genre de plante de la famille des Bromeliaceae endémique des régions arides du Brésil où il pousse sur les sols rocheux. Il est très proche du genre Dyckia.

## Description
Les fleurs sont fécondées par des chauve-souris.

## Espèces
- Encholirium belemii L.B. Smith & R.W. Read
- Encholirium biflorum (Mez) Forzza
- Encholirium brachypodum L.B. Smith & R.W. Read
- Encholirium bradeanum L.B. Smith
- Encholirium disjunctum Forzza
- Encholirium eddie-estevesii Leme & Forzza
- Encholirium erectiflorum L.B. Smith
- Encholirium gracile L.B. Smith
- Encholirium heloisae (L.B. Smith) Forzza & Wanderley
- Encholirium horridum L.B. Smith
- Encholirium irwinii L.B. Smith
- Encholirium longiflorum Leme
- Encholirium luxor L.B. Smith & R.W. Read
- Encholirium lymanianum E. Pereira & Martinelli
- Encholirium magalhaesii L.B. Smith
- Encholirium maximum Forzza & Leme
- Encholirium pedicellatum (Mez) Rauh
- Encholirium reflexum Forzza & Wanderley
- Encholirium scrutor (L.B. Smith) Rauh
- Encholirium spectabile Martius ex Schultes f.
- Encholirium subsecundum (Baker) Mez
- Encholirium vogelii Rauh